# ヴァレリア・シマコワ
ヴァレリア・アレクセーエヴナ・シマコワ（ロシア語: Валерия Алексеевна Симакова, ラテン翻字：Valeria Alekseevna Simakova, 1990年12月4日 - ）は、ロシアモスクワ出身の女性フィギュアスケート選手。2005年JGPファイナル優勝。パートナーはアントン・トカレフ。

## 経歴
ロシアのモスクワに生まれ、4歳のころにスケートを始めた。2005年にアントン・トカレフとペアを結成し、シニアクラスのロシア選手権に出場。11位に終わる。翌2005-2006年シーズンよりISUジュニアグランプリに参戦し、JGPスケートスロバキアで2位となり、JGPモントリオールでは優勝を果たした。初出場のJGPファイナルでも優勝し、一躍注目を集めたが直後にペアは解散した。

## 主な戦績
| 大会/年               | 2004-05 | 2005-06 |
| --------------------- | ------- | ------- |
| ロシア選手権          | 11      |         |
| ニース杯              | 3       |         |
| JGPファイナル         |         | 1       |
| JGPモントリオール     |         | 1       |
| JGPスケートスロバキア |         | 2       |

### 詳細
| 2005-2006 シーズン    |                                                            |         |         |          |
| 開催日                | 大会名                                                     | SP      | FS      | 結果     |
| 2005年12月24日 - 27日 | 2005ジュニアグランプリファイナル（オストラヴァ）           | 1 47    | 1 89.75 | 1 136.75 |
| 2005年9月22日 - 25日  | ISUジュニアグランプリ モントリオール（モントリオール）     | 1 45.88 | 1 79.81 | 1 125.69 |
| 2005年9月1日 - 4日    | ISUジュニアグランプリ スケートスロバキア（ブラチスラヴァ） | 2 42.61 | 2 78.53 | 2 121.14 |

| 2004-2005 シーズン  |                                |    |    |      |
| 開催日              | 大会名                         | SP | FS | 結果 |
| 2004年11月4日 - 7日 | ニース杯シニアクラス（ニース） | 3  | 3  | 3    |